# Velika nagrada Belgije 1995
Velika nagrada Belgije 1995 je bila enajsta dirka Svetovnega prvenstva Formule 1 v sezoni 1995. Odvijala se je 27. avgusta 1995.

## Poročilo

### Kvalifikacije
Prvo vrsto je zasedel Ferrari, Gerhard Berger pred Jeason Alesijem, tretji Mika Häkkinen pa je zaostajal že skoraj sekundo. Do sedetega mesta so se zvrstili še Johnny Herbert, David Coulthard, Mark Blundell, Eddie Irvine, Damon Hill, Olivier Panis in Heinz-Harald Frentzen. Vodilni v prvesntvu, Nemec Michael Schumacher, je po težavah z menjalnikom na kvalifikacijah zasedel šele 16. štartno mesto skoraj s petimi sekundami zaostanka in pot do nove zmage se je zanj zdela nemogoča.

### Dirka
Na štartu je Häkkinen napadel Bergerja, kar je omogočalo Alesiju da se je prebil v vodstvo. V ovinku Eau Rouge je Herbert napadel Alesija, toda Alesi je ostal na idealni liniji in zaprl Angleža. Berger in Häkkinen sta napadla Herberta, ki se je nenadoma znašel vodstvu, do šestega mesta pa so mu sledili Alesi, Berger, Häkkinen, Coulthard in Hill.
Na začetku drugega kroga se je Häkkinen zavrtel in moral je odstopiti. Kasneje je povedal, da je popolnoma izgubil oprijem. Alesiju je uspelo prehiteti Herberta in znova je prešel v vodstvo. Kmalu za tem Herberta napade še tretje uvrščeni Berger, toda njemu napad ni uspel. V tretjem krogu pa je Bergerja že močno ogrožal Coulthard, medtem pa se je Schumacher prebil že na deseto mesto. Alesi je postavil najhitrejši krog 1:58.104 v tretjem krogu, v katerem je vrstni red do dvanajstega mesta sledeč: Alesi, Herbert, Berger, Coulthard, Hill, Blundell, Irvine, Panis, Brundle, Schumacher, Frentzen in Barrichello.
Nad stezo so se hitro začeli zbirati temni oblaki. Coulthard v ovinku La Source prehiti Bergera in se zapodi za rojakom Herbertom. Tudi Hill uspe hitro prehiteti Bergerja, medtem pa se je Schumacher prebil že na osmo mesto. Alesi zapelje v bokse in kmalu tudi odstopi (kasneje pove, da je bila za odstop kriva poškodba vzmetenja), tako da je v vodstvu zopet Herbert. Schumacher se še vedno prebija naprej in že napada Irvina na šestem mestu, toda Irec ga odlično zadržuje. Coulthard medtem napada Herberta, toda ne uspe se mu prebiti mimo rojaka. V šestem krogu je vrstni red do sedmega mesta: Herbert, Coulthard, Hill, Berger, Blundell, Irvine in Schumacher.
Herbert pod pritiskom stori napako in zapelje s steze, toda uspe se mu vrniti nazaj na drugo mesto, Coulthard pa mu začne bežati. Herbert se pri avtobusni postaji še enkrat zavrti in prisili Blundella v zaviranje, tako da ga prehiti večina dirkačev. Schumacher je bil tako že peti, toda še vedno za Irvinom. V osmem krogu je vrstni red: Coulthard, Hill (+1,959), Berger (+11,022), Irvine (+12,267), Schumacher (+12,716) in Herbert (+15,890).
V osmem krogu Coulthard postavi najhitrejši krog 1:54,322, Schumacher pa še vedno ogroža Irvina, ki se še vedno dobro brani. V 10. krogu Coulthard ponovno postavi najhitrejši krog 1:53,979, ki je kar 3 sekunde hitrejši od Schumacherjevega. V enajstem krogu Schumacher končno uspe prehiteti Irvina pri avtobusni postaji in se začne od Irca oddaljevati. Medtem je vodilni Coulthard, ki je imel dirko pod kontrolo. postavil še en najhitrejši krog 1:53,412.
V trinajstem krogu je Schumacher že ujel Bergerja in ga začel ogrožati. Krog kasneje je Barrichello zapeljal na svoj prvi postanke, vodilni Coulthard pa je parkiral svojega Williamsa ob progi in odstopil. Hill je tako prešel v vodstvo, Herbert pa je zapeljal na postanek v bokse. Schumacher je še vedno poskušal prehiteti Bergerja. Hill je v 15. krogu opravil postanek v boksih, kmalu za njim pa še  Berger in Irvine, tako da je bil zdaj v vodstvu Schumacher. V 16. krogu je vrstni red: Schumacher, Hill (+4,023), Panis (+20,021), Brundle (+21,162) in Frentzen (+23,367).
V 18. krogu je na postanek zapeljal Schumacher in Hill ponovno prevzel vodstvo s prednostjo 14 sekund. V 20. krogu je Berger nenadoma upočasnil in zapeljal v bokse. Frentzen je zapeljal na postanek v najslabšem trenutku, saj je ravno ob njegovem izhodu iz boksov začelo deževati. 
V 21. krogu je Hill namestil pnevmatike za dež, Schumacher pa se ni odločil za menjavo in je v vodstvu na nekaterih delih steze, ki so bili že popolnoma mokri, močno drsel skozi ovinke. Izgledalo je, da se je Hill pravilno odločil, saj je že kmalu ujel Nemca. Toda Schumacher se kljub temu, da je bil na pnevmatikah za suho stezo, ni dal in je odlično zadrževal hitrejšega Hilla. Medtem je pri postanku Herberta v boksih izbruhnil požar, toda vse se je končalo brez resnejših posledic, tudi za Irvina ki je ravno takrat zapeljal na postanek. V 22. krogu je bil vrstni red: Schumacher, Hill (+0,643), Brundle (v boksih), Panis (+38,491) in Herbert (+45,934).
Schumacher je še vedno na pnevmatikah tipa slick mojstrsko zapiral Hilla, ki je stalno poskušal. V 24. krogu je Anglež poskusil pri avtobusni postaji, toda ponovno mu ni uspelo, kljub temu, da je bil njegov Williams vidno hitrejši. V ovinku Eau Rouge je Hillu le uspelo, Schumacher pa je bil za kratko prisiljen zapeljati s steze. Boj moštvenih kolegov, Badoerja in Lamyja pa se je končal s trčenjem. V 24. krogu je vrstni red: Hill, Schumacher (+2,948), Brundle (+35,407), Panis (+36,928), Herbert (43,451) in Blundell (1:04,587).
V 25. krogu je odstopil Berger, medtem pa je pri avtobusni postaji Schumacher prehitel Hilla, kar pa kamere niso posnele, v istem trenutku pa je Katajama uspel prehiteti Blundella. V 26. krogu je Hill zapeljal v bokse in namestil pnevmatike za suho stezo, po vrnitvi pa je zaostajal že 28 sekund za Schumacherjem. Tudi Blundell je opravil postane v boksih, kjer so mu le zamenjali pnevmatike, medtem ko goriva ni dolil. Katajama se je tako prebil že na četrto mesto, medtem pa je zopet začelo deževati, tokrat še močneje. Herbert je med prvimi zapeljal v bokse in zopet namestil gume za dež, medtem pa so časi dirkačev padli kar za 20 sekund na krog in na stezo je zapeljal varnostni avto, da bi lahko vsi dirkači varno zamenjali pnevmatike.
Kar nekaj časa je trajalo, da so se za varnostnim avtomobilom zvrstili dirkači, saj sta tako Schumacher kot Hill najprej zapeljala na menjavo pnevmatik. Medtem pa je Katajama raztreščil sprednji del svojega Tyrella. Do 30. kroga so se dirkači le zvrstili za varnostnim avtomobilom, med Hillom in Schumacherjem pa je bil Moreno, ki je zaostajal že za krog. Luči na varnostnem avtomobilu so ugasnile, toda ni se umaknil v bokse, ampak je vztrajal še en krog, na koncu 32. kroga pa se je končno umaknil in dirka se je nadaljevala z letečim štartom. Obetala se je dobra bitka za prvo mesto, toda Hill se je s prehitro vožnjo skozi bokse iz boja za zmago izločil sam, saj je dobil 10-sekundni kazenski postanek v boksih, tako da je bil zdaj drugi Brundle.
V 35. krogu se je v izhodu iz ovinka La Source Hill še zavrtel, toda lahko je nadaljeval in ostal na tretjem mestu. V 37 krogu je Barrichellu uspelo prehiteti Herberta in Brazilec se je prebil na šesto mesto. V 40. krogu je bil vrsti red: Schumacher, Brundle, Hill, Blundell, Frentzen in Barrichello.
Frentzen je ogrožal Blundella in pri avtobusni postaji mu je prehitevanje tudi uspelo. Hill je bil le še dve sekundi za Brundlom, toda tedaj naletita na zaostalega Morena, ki ga le s težavo prehitita. Brundle je s tem pridobil še nekaj sekund pred Hillom. V 43. krogu pa se Hill popolnoma približa Brundlu, toda pri avtobusni postaji mu prehitevanje ne uspe. To mu uspe šele v zadnjem krogu in prebije se na drugo mesto, medtem pa Schumacher že prepelje ciljno črto in doseže zmago.

### Po dirki
Ta dirka je postavila na laž vse, ki so govorili da moderne dirke ne morejo biti zanimivi. Toda za to je potrebna steza na kateri se da prehitevati, pomešano štartno vrsto in še nekaj sodelovanja s strani vremena. Dirka je bila napeta od štarta do ciljam rezultat pa je bil vsaj pred dirko nekako pričakovan. Šele šestnajsto štartno mesto Schumacherja ni potrlo, morda ga je še dodatno motiviralo, in prikazal je eno svojih najboljših dirk. 

## Rezultati

### Kvalifikacije
| Poz | Št | Dirkač                   | Konstruktor        | Čas      | Zaostanek |
| --- | -- | ------------------------ | ------------------ | -------- | --------- |
| 1   | 28 | Gerhard Berger           | Ferrari            | 1:54,392 |           |
| 2   | 27 | Jean Alesi               | Ferrari            | 1:54,631 | +0,239    |
| 3   | 8  | Mika Häkkinen            | McLaren-Mercedes   | 1:55,435 | +1,043    |
| 4   | 2  | Johnny Herbert           | Benetton-Renault   | 1:56,085 | +1,693    |
| 5   | 6  | David Coulthard          | Williams-Renault   | 1:56,254 | +1,862    |
| 6   | 7  | Mark Blundell            | McLaren-Mercedes   | 1:56,622 | +2,230    |
| 7   | 15 | Eddie Irvine             | Jordan-Peugeot     | 1:57,001 | +2,609    |
| 8   | 5  | Damon Hill               | Williams-Renault   | 1:57,768 | +3,376    |
| 9   | 26 | Olivier Panis            | Ligier-Mugen-Honda | 1:58,021 | +3,629    |
| 10  | 30 | Heinz-Harald Frentzen    | Sauber-Ford        | 1:58,148 | +3,756    |
| 11  | 4  | Mika Salo                | Tyrrell-Yamaha     | 1:58,224 | +3,832    |
| 12  | 14 | Rubens Barrichello       | Jordan-Peugeot     | 1:58,293 | +3,901    |
| 13  | 26 | Martin Brundle           | Ligier-Mugen-Honda | 1:58,314 | +3,922    |
| 14  | 29 | Jean-Christophe Boullion | Sauber-Ford        | 1:58,356 | +3,964    |
| 15  | 3  | Ukjo Katajama            | Tyrrell-Yamaha     | 1:58,551 | +4,159    |
| 16  | 1  | Michael Schumacher       | Benetton-Renault   | 1:59,079 | +4,687    |
| 17  | 23 | Pedro Lamy               | Minardi-Ford       | 1:59,256 | +4,864    |
| 18  | 10 | Taki Inoue               | Footwork-Hart      | 2:00,990 | +6,598    |
| 19  | 24 | Luca Badoer              | Minardi-Ford       | 2:01,013 | +6,621    |
| 20  | 9  | Massimiliano Papis       | Footwork-Hart      | 2:01,685 | +7,293    |
| 21  | 17 | Andrea Montermini        | Pacific-Ford       | 2:02,405 | +8,013    |
| 22  | 22 | Roberto Moreno           | Forti-Ford         | 2:03,817 | +9,425    |
| 23  | 16 | Giovanni Lavaggi         | Pacific-Ford       | 2:06,407 | +12,015   |
| 24  | 21 | Pedro Diniz              | Forti-Ford         | 2:09,537 | +15,145   |

### Dirka
| Poz | Št | Dirkač                   | Konstruktor        | Krogi | Čas/Odstop  | Št. m. | Toč |
| --- | -- | ------------------------ | ------------------ | ----- | ----------- | ------ | --- |
| 1   | 1  | Michael Schumacher       | Benetton-Renault   | 44    | 1:36:47,875 | 16     | 10  |
| 2   | 5  | Damon Hill               | Williams-Renault   | 44    | + 19,493 s  | 8      | 6   |
| 3   | 25 | Martin Brundle           | Ligier-Mugen-Honda | 44    | + 24,998 s  | 13     | 4   |
| 4   | 30 | Heinz-Harald Frentzen    | Sauber-Ford        | 44    | + 26,972 s  | 10     | 3   |
| 5   | 7  | Mark Blundell            | McLaren-Mercedes   | 44    | + 33,772 s  | 6      | 2   |
| 6   | 14 | Rubens Barrichello       | Jordan-Peugeot     | 44    | + 39,674 s  | 12     | 1   |
| 7   | 2  | Johnny Herbert           | Benetton-Renault   | 44    | + 54,043 s  | 4      |     |
| 8   | 4  | Mika Salo                | Tyrrell-Yamaha     | 44    | + 54,548 s  | 11     |     |
| 9   | 26 | Olivier Panis            | Ligier-Mugen-Honda | 44    | + 1:06,170  | 9      |     |
| 10  | 23 | Pedro Lamy               | Minardi-Ford       | 44    | + 1:19,789  | 17     |     |
| 11  | 29 | Jean-Christophe Boullion | Sauber-Ford        | 43    | +1 krog     | 14     |     |
| 12  | 10 | Taki Inoue               | Footwork-Hart      | 43    | +1 krog     | 18     |     |
| 13  | 21 | Pedro Diniz              | Forti-Ford         | 42    | +2 kroga    | 24     |     |
| 14  | 22 | Roberto Moreno           | Forti-Ford         | 42    | +2 kroga    | 22     |     |
| Ods | 3  | Ukjo Katajama            | Tyrrell-Yamaha     | 28    | Zavrten     | 15     |     |
| Ods | 16 | Giovanni Lavaggi         | Pacific-Ilmor      | 27    | Menjalnik   | 23     |     |
| Ods | 24 | Luca Badoer              | Minardi-Ford       | 23    | Zavrten     | 19     |     |
| Ods | 28 | Gerhard Berger           | Ferrari            | 22    | El. sistem  | 1      |     |
| Ods | 15 | Eddie Irvine             | Jordan-Peugeot     | 21    | Ogenj       | 7      |     |
| Ods | 9  | Massimiliano Papis       | Footwork-Hart      | 20    | Zavrten     | 20     |     |
| Ods | 17 | Andrea Montermini        | Pacific-Ilmor      | 18    | Brez goriva | 21     |     |
| Ods | 6  | David Coulthard          | Williams-Renault   | 13    | Menjalnik   | 5      |     |
| Ods | 27 | Jean Alesi               | Ferrari            | 4     | Vzmetenje   | 2      |     |
| Ods | 8  | Mika Häkkinen            | McLaren-Mercedes   | 1     | Zavrten     | 3      |     |